# Dawid Arszakian
Dawid Rudolfowicz Arszakian (orm. Դավիթ Արշակյան, ur. 16 sierpnia 1994 w Petersburgu) – ormiański piłkarz urodzony w Rosji występujący na pozycji napastnika, zawodnik ormiańskiego klubu Ararat Erywań. Były reprezentant Armenii.

## Życiorys

### Kariera klubowa
Występował w klubach: Mika Erywań, FK Riteriai, Chicago Fire, Vejle BK, HNK Gorica, Fakieł Woroneż i NK Rudeš.
11 września 2019 podpisał kontrakt z ormiańskim klubem Ararat Erywań.

### Kariera reprezentacyjna
Pierwsze powołanie do reprezentacji Armenii otrzymał na towarzyski mecz z Białorusią, który odbył się 25 marca 2016. Swój debiut zaliczył 4 września tego samego roku w spotkaniu z Danią w eliminacjach do Mistrzostw Świata 2018.